# Jacek Malczewski
Jacek Malczewski (Radom, 15 de julho de 1854 — Cracóvia, 8 de outubro de 1929) foi um pintor modernista e simbolista polaco. 

## Vida
Jacek Malczewski cresceu em uma família burguesa empobrecida e foi primeiramente educado por seus pais, sendo enviado aos 13 anos para as propriedades de um tio. Em 1871 ele mudou-se para Cracóvia, onde cursou o ensino médio e frequentou, como aluno ouvinte, a Escola de Belas Artes, que mais tarde tornou-se Academia de Arte de Cracóvia. 
Jan Matejko, famoso pintor histórico, à época diretor da instituição, reconheceu o talento de Jacek Malczewski e o convenceu a continuar os estudos de arte formalmente. Estudos que Jacek Malczewski viria a terminar com Henri Lehman na Escola Superior Nacional de Belas Artes de Paris. 
Malczewski retornou em 1896 para a Academia de Arte de Cracóvia, desta vez como professor, lá lecionou até 1900 e posteriormente entre 1912 e 1921, durante os dois primeiros anos deste último período, Malczewski foi reitor da instituição. Em 1871, fundou em Cracóvia, a Associação de Arte Sztuka. Apesar de suas inúmeras estadias no exterior (França, Alemanha, Áustria, Itália, Grécia e Turquia), suas maiores influências são o folclore e a arte polonesa. Devido ao seu trabalho, ele foi uma figura central para o movimento Jovem Polônia na virada do século XIX para o século XX.

## Obra
Malczewski dedicou-se primeiramente à pintura de paisagens e ao realismo histórico em estilo romântico, predominantemente em cores escuras, sob a influência de Arthur Grottgers. Por volta de 1890, ele começou a voltar-se para o simbolismo, entretanto o conteúdo permaneceu fiel a temas históricos. Entre suas obras mais famosas estão Śmierć Ellenai (A Morte de Helena, 1883), Wigilia na Syberii (Véspera de Natal na Sibirien, 1892), Melancholia (Melancolia, 1890–1894) e Błędne koło (O Círculo do Diabo, 1895–1897). Além disso ele pintou uma série de auto-retratos.

## Galeria

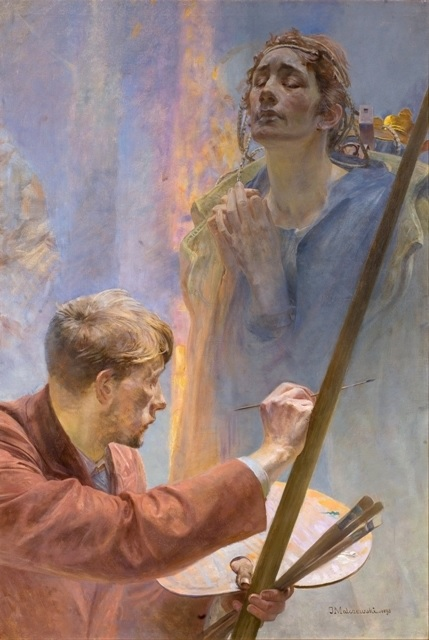
Artysta i muza
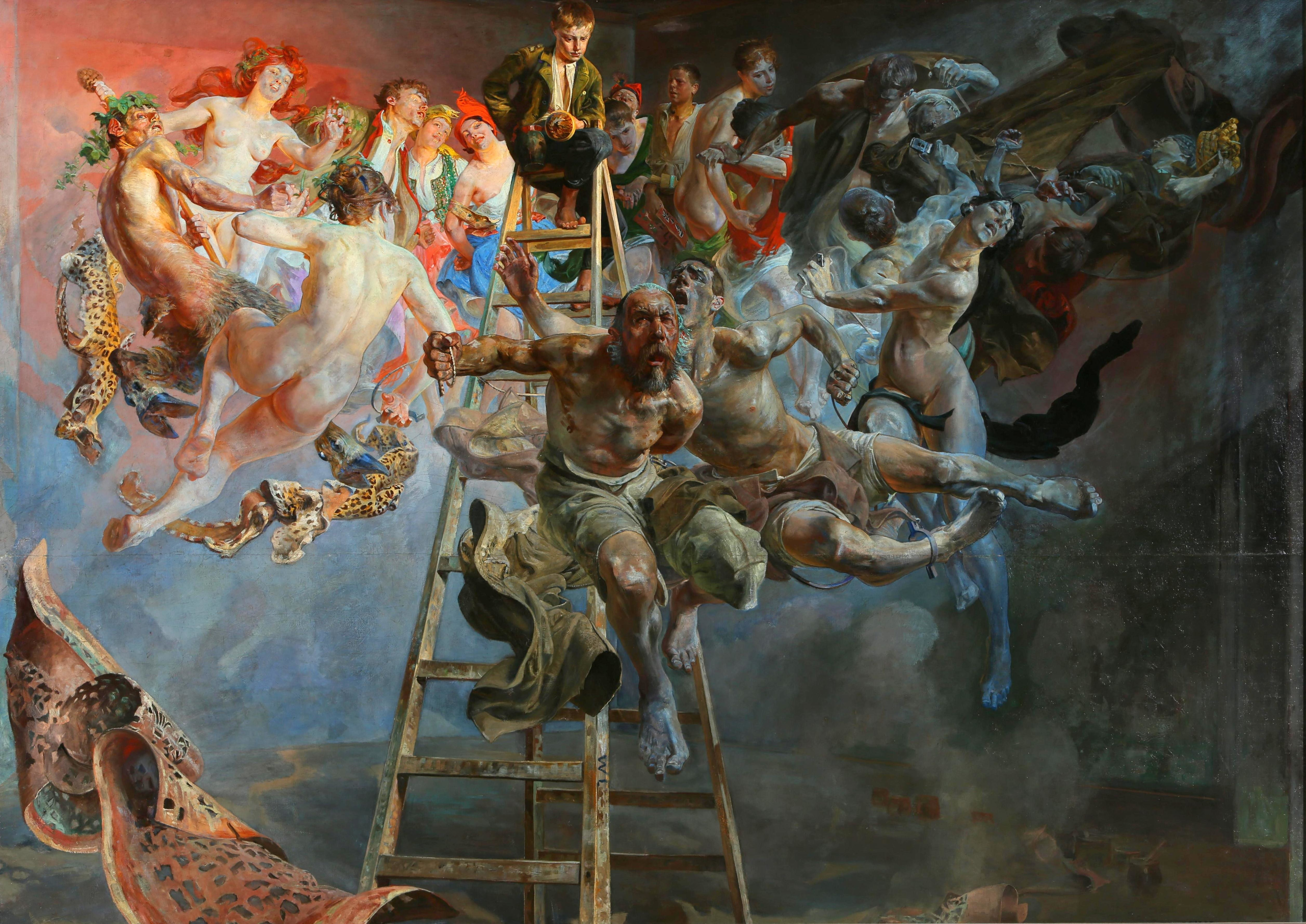
Błędne koło
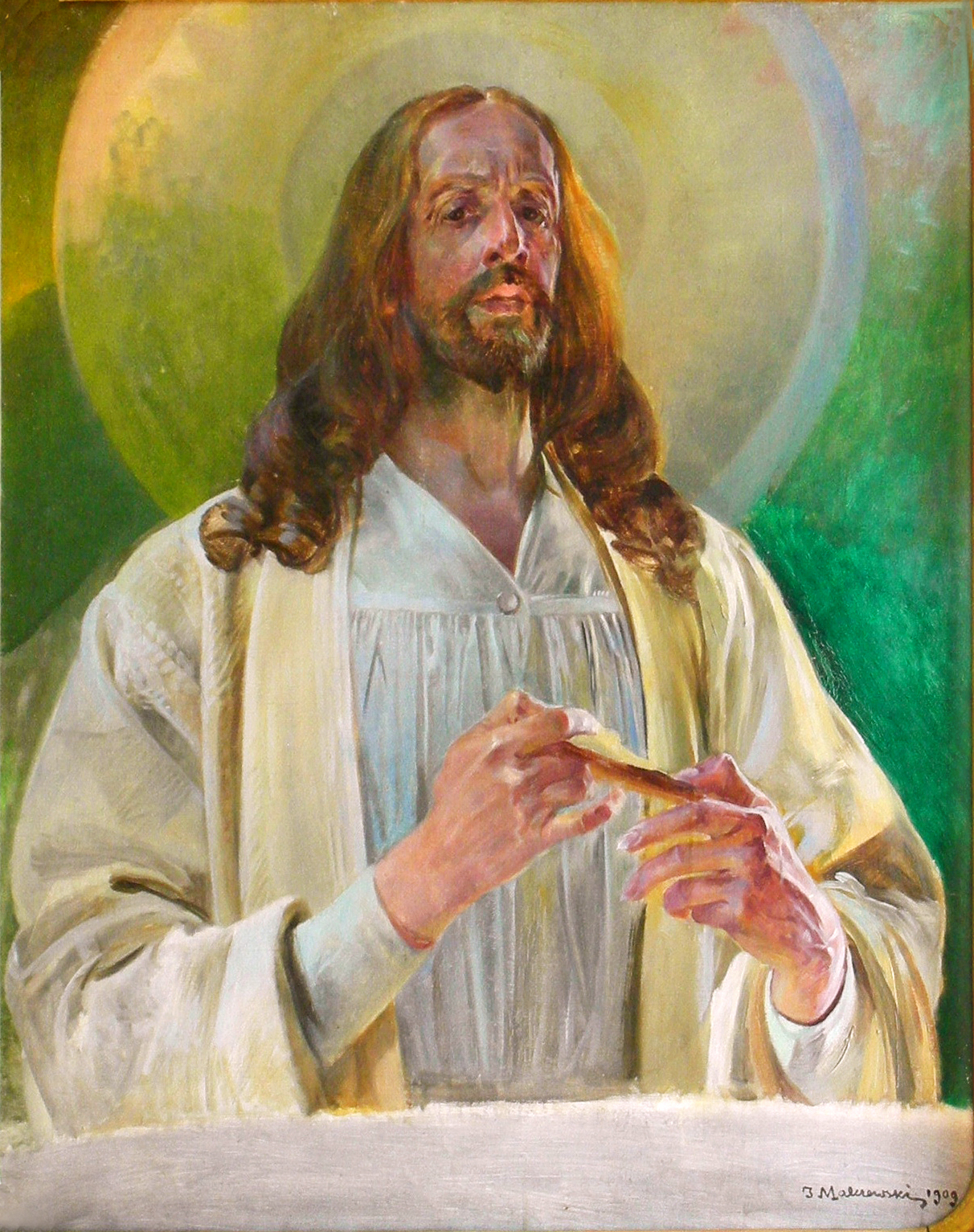
Chrystus w Emaus
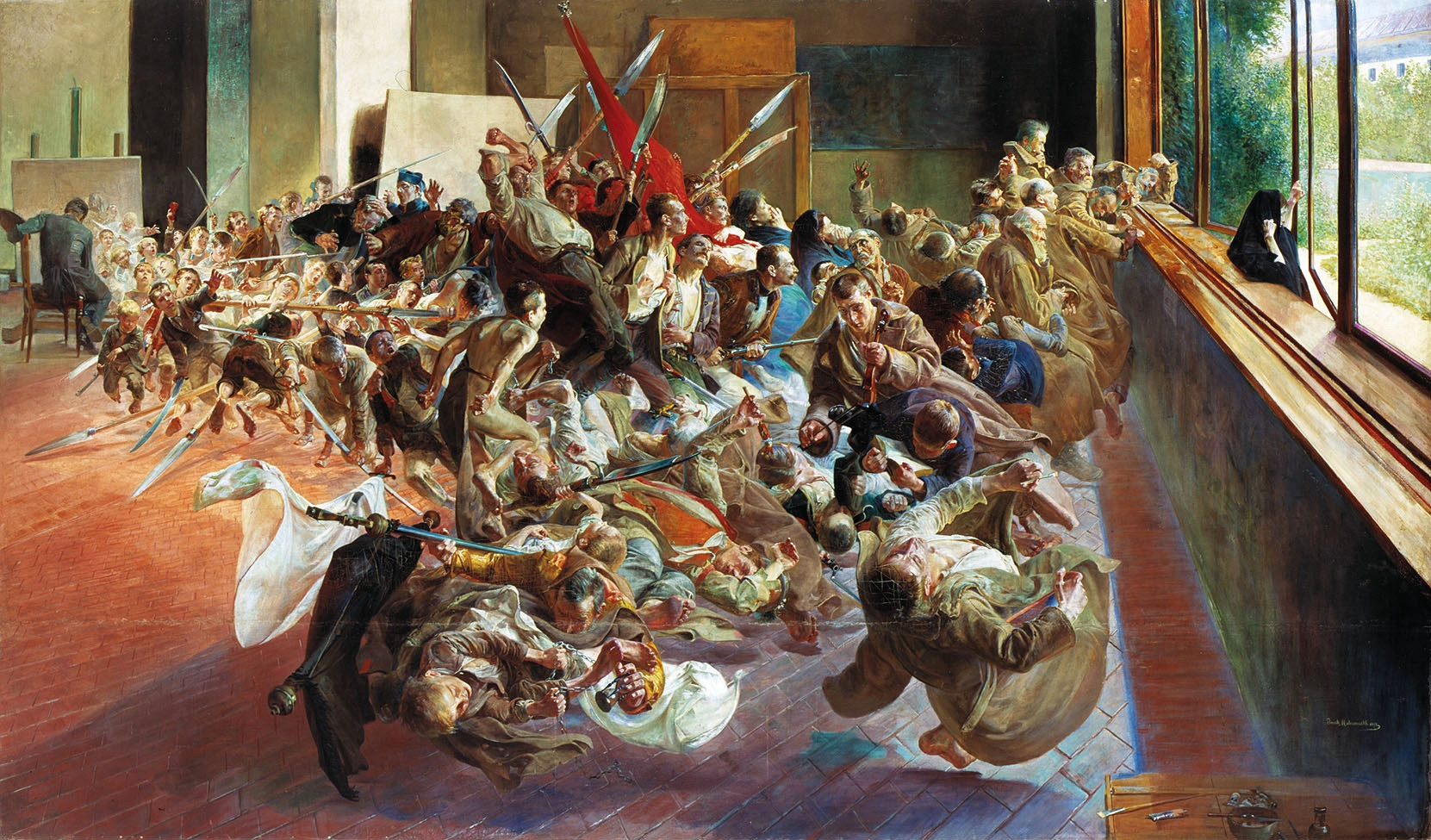
Melancholia
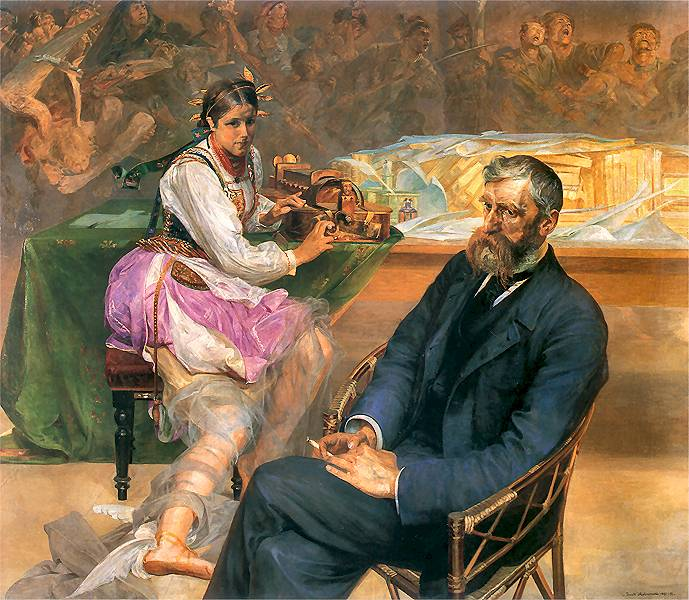
Portret Adama Asnyka z muzą
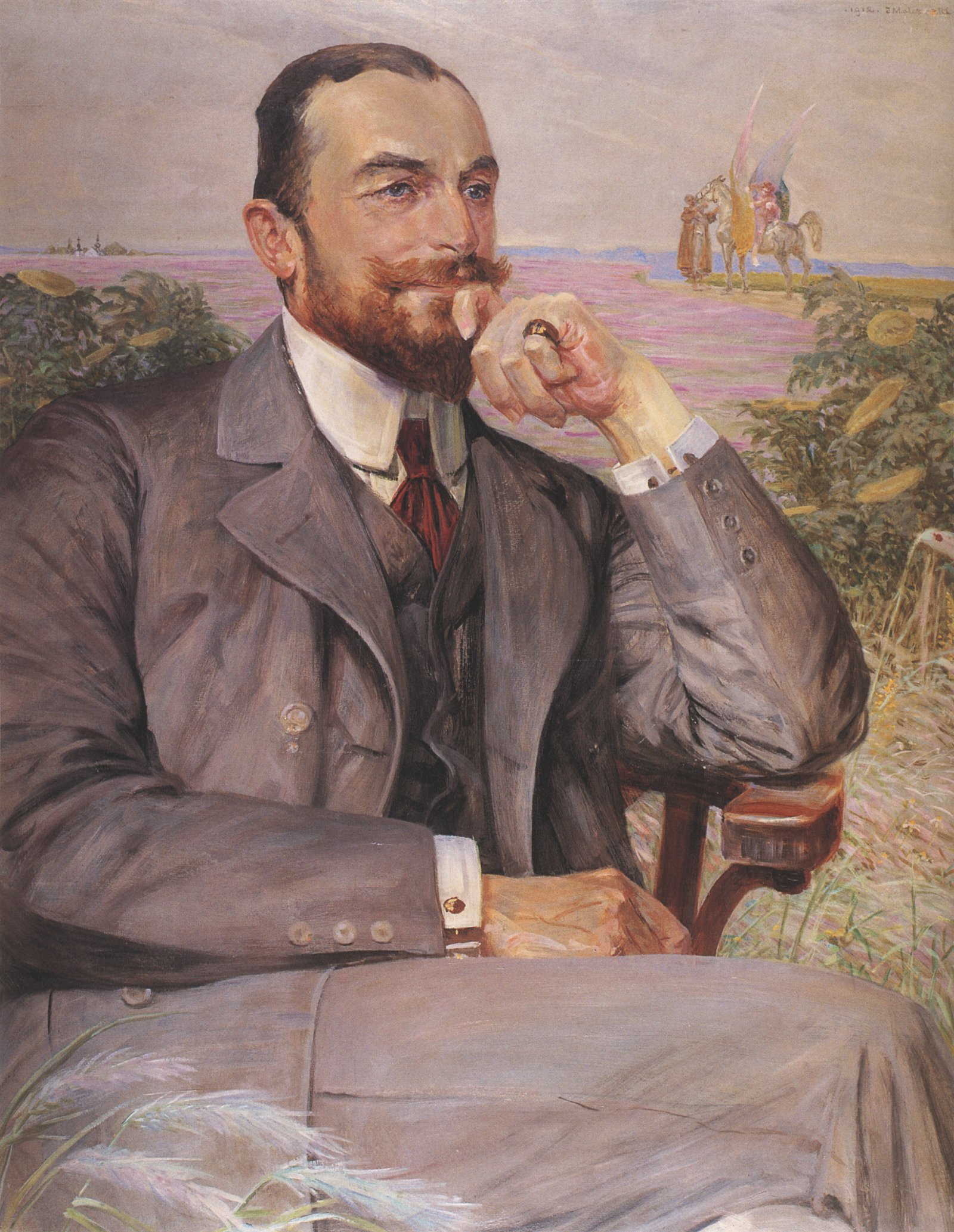
Portret Ludwika Żeleńskiego
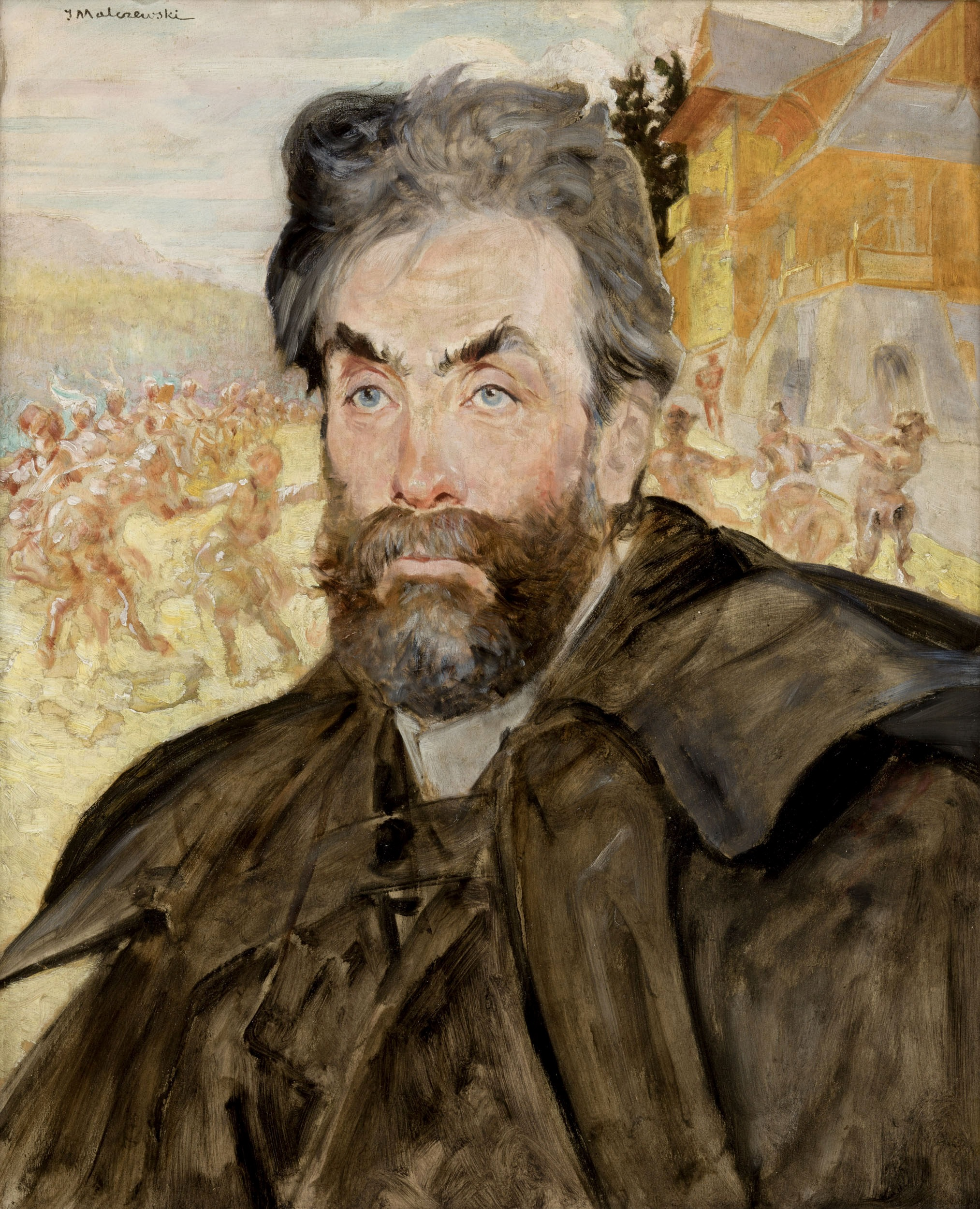
Portret Stanisława Witkiewcza
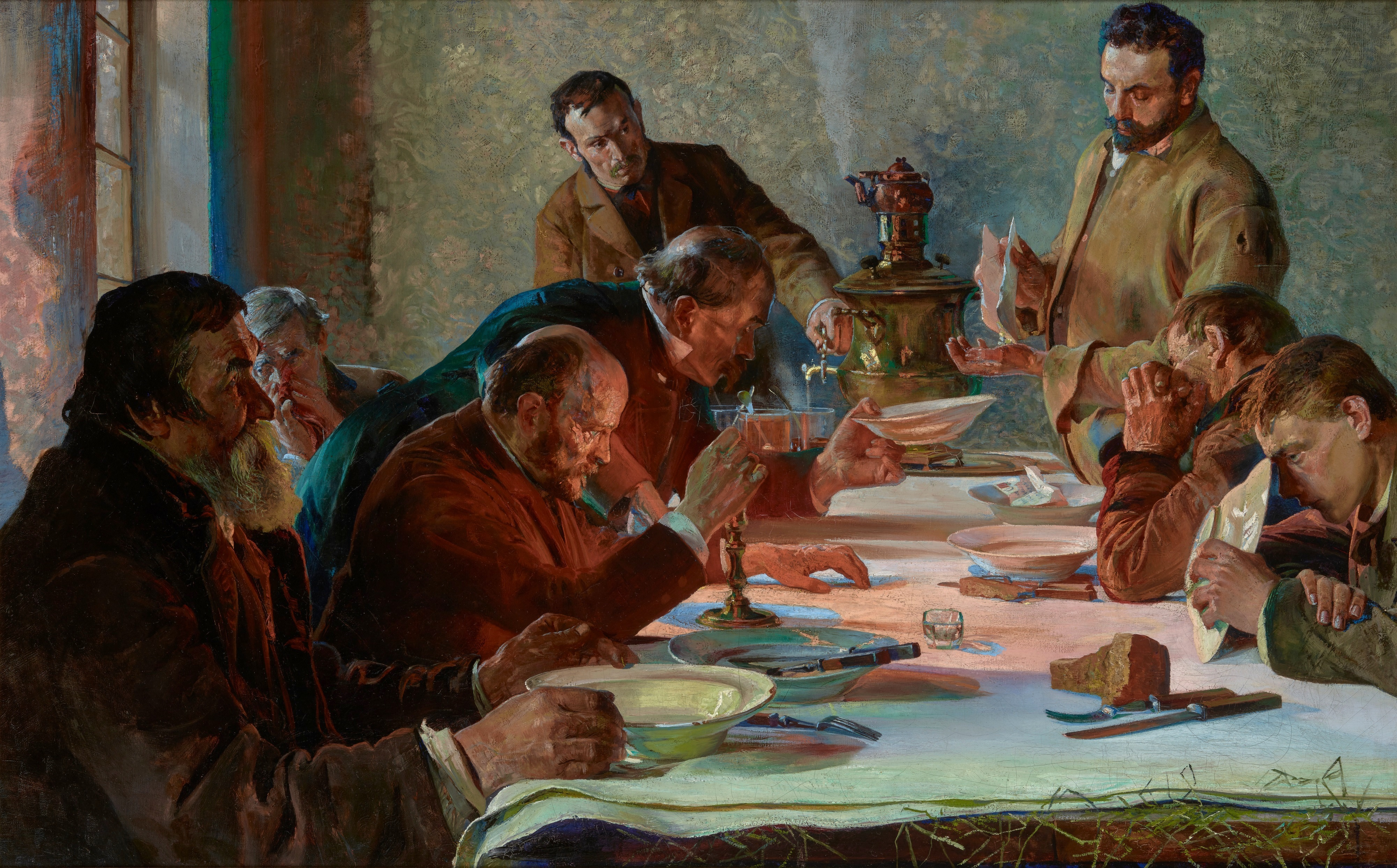
Wigilia na Syberii (Heiligabend in Sibirien)